# Hassel (slægt)
Hassel (Corylus) er en slægt med 10-15 arter af løvfældende buske og træer med spiselige nødder. Arterne er udbredt over hele den tempererede del af den nordlige halvkugle. De har hele, afrundede blade med dobbelt savtakket bladrand. Blomstringen sker meget tidligt, dvs. før løvspring. Han- og hunblomster er adskilte, sådan at de hanlige sidder samlet i lange, frithængende rakler, mens de hunlige rakler er meget små og skjult i knopperne, hvor kun støvfangene stikker frem. Frugterne er nødder, der sidder indhyllet i en "has", der dækker nødden mere eller mindre.
Her beskrives kun de, som er kendt i Danmark, og som vil kunne trives her.
| Beskrevne arter |

- Hassel eller skovhassel (Corylus avellana)
- Amerikansk hassel (Corylus americana)
- Storfrugtet hassel (Corylus maxima) – anses i dag for at tilhøre Almindelig Hassel[1]
- Tyrkisk hassel (Corylus colurna)

| Andre arter |

- Corylus californica
- Corylus chinensis
- Corylus colchica
- Corylus cornuta
- Corylus fargesii
- Corylus ferox
- Corylus heterophylla
- Corylus jacquemontii
- Corylus sieboldiana
- Corylus yunnanensis

## Note
1. ↑  Germplasm Resources Information Network: Corylus avellana Arkiveret 20. januar 2009 hos  Wayback Machine (engelsk)